# Kerncentrale Novovoronezj
De Novovoronezj-kerncentrale (Russisch : Нововоронежская АЭС) is een kerncentrale dicht bij Novovoronezj in de oblast Voronezj, Centraal-Rusland. De centrale was belangrijk voor de ontwikkeling van de Water-Water Energie Reactor (VVER); elke van de vijf hier gebouwde eenheden is een prototype van dit type reactor. Op deze plek is ook de kerncentrale Novovoronezj II met 4 kernreactoren in aanbouw. 
In 2002 werd Novovoronezj-3 gemoderniseerd en de levensduur verlengd, met inbegrip van nieuwe veiligheidssystemen.
In 2010 werd Novovoronezj-5 gemoderniseerd en de levensduur met nog eens 25 jaar verlengd, het was de eerste VVER-1000 die een dergelijke levensduurverlenging kreeg. De werkzaamheden omvatten de modernisering van het beheer, de bescherming en de alarmsystemen, en de verbetering van de veiligheid en de stralingsveiligheidssystemen.
Inactief: VK-50 · Obninsk 

Actief: Balakovo · Belojarsk · Bilibino · Kalinin · Kola · Koersk · Leningrad · Novovoronezj · Rostov · Smolensk 

in aanbouw: Novovoronezj II · Leningrad II · Severodvinsk · Tver